# Joliette (Oaxaca)
Joliette es una comunidad en el municipio de Acatlán de Pérez Figueroa. Acatlán de Pérez Figueroa está a 40 metros de altitud. 

## Geografía
Está ubicada a 18° 14' 42.72" latitud norte y 96° 13' 26.04" longitud oeste.
A aproximadamente 2.5 kilómetros al sureste de Tierra Blanca, Veracruz.

## Población
Según el censo de población de INEGI del 2010: la comunidad cuenta con una población total de 749 habitantes, de los cuales 386 son mujeres y 363 son hombres. Del total de la población 1 persona habla alguna lengua indígena.

## Ocupación
El total de la población económicamente activa es de 235 habitantes, de los cuales 197 son hombres y 38 son mujeres.